# 直长筒蕨
直长筒蕨（学名：Selenodesmium cupressoides），为膜蕨科长筒蕨属下的一个植物种。